# Dolfijnen vrij!
Dolfijnen Vrij! is het zevende boek in een serie en het tweede boek in het tweede deel van deze serie. Dolfijnen Vrij! begint meteen na Red de dolfijnen!. Het is geschreven door Patrick Lagrou.

## Korte inhoud
Talitha heeft Marijn laten vallen sinds hij terug is uit Japan. Hij weet niet wat haar scheelt. Met de dolfijnen is iets vreemds aan de hand. Op de Florida Keys worden een paar mensen aangevallen door een dolfijn, en op Long Island stranden tientallen dolfijnen. Ben Jansen en een bevriende collega komen erachter dat er iets met hun gehoor mis is. Marijn wordt te hulp geroepen door Bruce, de fotograaf van in boek 6. Hij moet dringend naar Florida. Daar komt hij erachter dat er een organisatie bezig is met iets wat waarschijnlijk verschrikkelijke gevolgen zal hebben. Marijn onderneemt hierdoor actie tegen de organisatie.
Het dolfijnenkind (1992) · Het monster uit de diepte (1995) · De poorten van Atlantis (1998) · De schat van de boekaniers (2001) · Verdwenen in de Sargassozee (2005) · Red de dolfijnen! (2007) · Offer in de Andes (2006) · Dolfijnen vrij! (2008) · Dans van de roze dolfijn (2010) · Victoria (2012) — 
Achtergrondboek: Het grote Dolfijnenkindboek (2012)